# Campeonato Europeu de Halterofilismo de 1929
O 21º Campeonato Europeu de Halterofilismo foi realizado em Viena, na Áustria entre 15 a 16 de junho de 1929. Foram disputadas cinco categorias.

## Medalhistas
| Evento    | Ouro                         | Ouro     | Prata                             | Prata    | Bronze                            | Bronze   |
| --------- | ---------------------------- | -------- | --------------------------------- | -------- | --------------------------------- | -------- |
| 60 kg     | Franz Andrysek · Áustria     | 275,0 kg | Rudolf Troppert · Áustria         | 260,0 kg | Helmut Schäfer · Alemanha         | 252,5 kg |
| 67,5 kg   | Robert Fein · Áustria        | 310,0 kg | Eugen Jordan · Alemanha           | 295,0 kg | Kurt Helbig · Alemanha            | 287,5 kg |
| 75 kg     | Karl Hipfinger · Áustria     | 325,0 kg | Wilhelm Reinfrank · Alemanha      | 322,5 kg | Wilhelm Hoffmann · Alemanha       | 305,0 kg |
| 82,5 kg   | Jakob Vogt · Alemanha        | 350,0 kg | Václav Pšenička · Tchecoslováquia | 347,5 kg | Karl Bierwirth · Alemanha         | 335,0 kg |
| + 82,5 kg | Josef Straßberger · Alemanha | 372,5 kg | Rudolf Schilberg · Áustria        | 360,0 kg | Jaroslav Skobla · Tchecoslováquia | 350,0 kg |

## Quadro de medalhas
| Ordem | País            | Medalha de ouro | Medalha de prata | Medalha de bronze | Total |
| ----- | --------------- | --------------- | ---------------- | ----------------- | ----- |
| 1     | Áustria         | 3               | 2                | 0                 | 5     |
| 2     | Alemanha        | 2               | 2                | 4                 | 8     |
| 3     | Tchecoslováquia | 0               | 1                | 1                 | 2     |
| Total | Total           | 5               | 5                | 5                 | 15    |